# 27309 Serenamccalla
27309 Serenamccalla è un asteroide della fascia principale. Scoperto nel 2000, presenta un'orbita caratterizzata da un semiasse maggiore pari a 2,3617036 UA e da un'eccentricità di 0,1310450, inclinata di 5,26281° rispetto all'eclittica.